# Miles Richardson

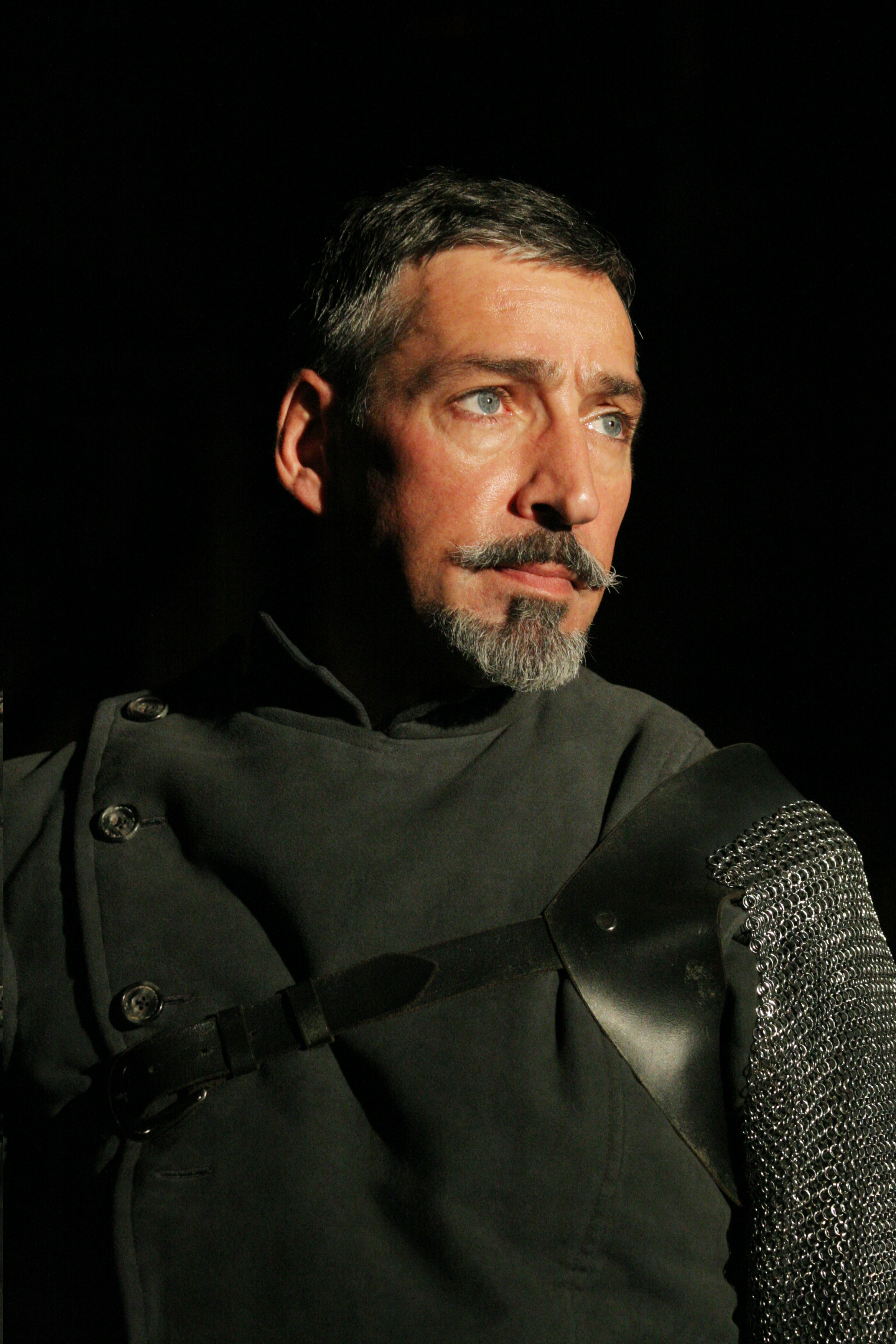
Miles Richardson

Miles Richardson (* 15. Juli 1963 in Battersea, London) ist ein englischer Schauspieler.

## Leben
Miles Richardson ist der Sohn des Schauspielers Ian Richardson und von Maroussia Frank. 1995 stellte er Captain Douglas Cavendish in dem Film Downtime dar. 2004 spielte er diesen erneut in Dæmos Rising. 2011 spielte er Paisley in Eine Prinzessin zu Weihnachten.
Neben seinen Auftritten in Film und Fernsehen seit Beginn der 1980er Jahre ist Miles Richardson ein gefragter Theaterschauspieler und war in vielen verschiedenen Theaterstücken zu sehen. Unter anderem spielte er einen königlichen Händler in King Charles III und Voltore in Volpone.
1994 heiratete Richardson Beverley Cressman. Im Jahr 2005 hatte das Paar zwei gemeinsame Söhne. 2009 trennte sich das Paar.

## Filmografie (Auswahl)
- 1986: R.A.M.S. – 3 Frauen und kein Baby (Foreign Body)
- 1987: Porterhouse Blue (Mini-Serie, 3 Folgen)
- 1987: Maurice
- 1992: Hope It Rains (Fernsehserie, 2 Folgen)
- 1995: Downtime
- 1997: Day Release
- 1999: The Colour of Funny
- 2000: Sabotage!
- 2001: Another Life
- 2001: Inspector Barnaby (Midsomer Murders) Fernsehserie, Staffel 4, Folge 6: Die Frucht des Bösen (Tainted Fruit)
- 2004: Dæmos Rising
- 2006: Inspector Barnaby (Midsomer Murders) Fernsehserie, Staffel 9, Folge 6: Pikante Geheimnisse (Country Matters)
- 2009, 2011, 2013: Doctors (Fernsehserie, 3 Folgen)
- 2011: Eine Prinzessin zu Weihnachten (A Princess for Christmas)
- 2011: Inspector Barnaby (Midsomer Murders) Fernsehserie, Staffel 13, Folge 8: Gesund aber tot (Fit For Murder)
- 2012: Titanic (Miniserie, 4 Folgen)
- 2013: The Best Offer – Das höchste Gebot (La migliore offerta)
- 2013: Dancing on the Edge (Miniserie, 5 Folgen)
- 2013: Beat Girl
- 2016: A Quiet Passion
- 2017: The Crown (Fernsehserie, 1 Folge)
- 2017, 2018: Sick Note (Fernsehserie, 4 Folgen)
- 2020: Der Spion (The Courier)
- 2020: Outlander (Fernsehserie, 2 Folgen)